# Lobocentrus falco
Lobocentrus falco är en insektsart som beskrevs av Buckton. Lobocentrus falco ingår i släktet Lobocentrus och familjen hornstritar. Inga underarter finns listade i Catalogue of Life.